# Cairu
Cairu là một đô thị thuộc bang Bahia, Brasil. Đô thị này có diện tích 451,194 km², dân số năm 2007 là 13659 người, mật độ 30,27 người/km².